# Tarás Shevchenko
Tarás Hrihórovich Shevchenko (Mórintsi, 9 de marzo de 1814-San Petersburgo, 10 de marzo de 1861) fue un poeta, humanista y pintor ucraniano, uno de fundadores de la literatura moderna ucraniana.

## Biografía

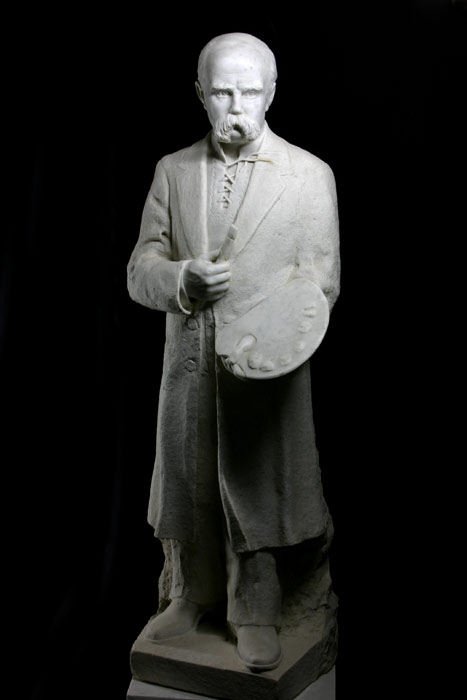
Escultura de Tarás Shevchenko realizada por Nikolái Shmatkó.

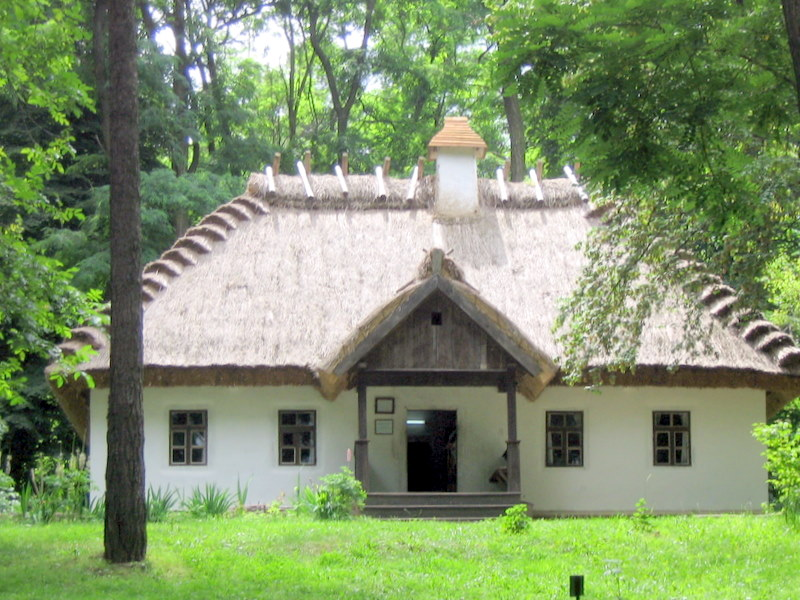
Casa de Tarás Shevchenko en Kániv.

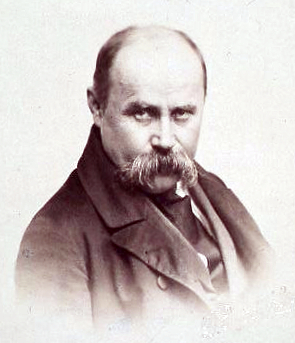
Tarás Shevchenko a mediados del.

Nació en una familia de siervos compuesta por Hryhoriy Ivánovych Shevchenko, quien pese a su condición sabía leer y escribir, y de Katerina Yakímovna Boiko; fue el tercero de sus hijos, tras su hermana Kateryna (1804-1848) y su hermano Mykyta (1811-1870). Cuando tenía nueve años falleció la madre y el padre la siguió cuando contaba doce. Dedicado al pastoreo y a servir un horno de pan, dedicaba sus tiempos libres a copiar en secreto los cuadros que veía en la casa de su dueño Vasily Engelhardt, quien, al descubrir su talento para la pintura, se lo llevó en 1829 a Vilna, y tras la revuelta polaca, a San Petersburgo en 1831, donde un año más tarde lo puso a estudiar con el pintor Vasili Shiriáyev.
Fue relativamente poco lo que Shevchenko aprendió con este maestro y tuvo la ocasión de trabar conocimiento con el artista ucraniano Iván Soshenko, quien lo presentó a Karl Briullov, el pintor más en boga entonces. Este apreció sus cualidades naturales y se empeñó en que fuese su discípulo. Pero estaba prohibido a los siervos ingresar en la Academia de Bellas Artes. Algunos pintores rusos y el poeta Vasili Zhukovski intentaron obtener su libertad, que consiguieron en 1838 tras pagar 2500 rublos a Engelhardt; Briulov reunió parte de la suma pintando el retrato del poeta Zhukovski, que fue vendido por el sistema de rifa entre los palaciegos. Fue fácil reunir así el dinero necesario y el 22 de abril de 1838, Shevchenko, a los veinticuatro años de edad, se convirtió en un hombre libre, y ese mismo año ingresó en la Academia de Artes, en el estudio de Karl Briullov, y recibió una medalla de plata por un paisaje. Dos años después, en 1840, obtuvo una segunda medalla de plata por su óleo Joven Mendigo dando pan a un perro.
Se cree que ya por el año 1837 había comenzado a escribir poesías, si bien hasta que no obtuvo su libertad nadie se había fijado en esa otra faceta artística de Tarás. En la biblioteca de Yevhén Hrebinka leyó antologías de folklore ucraniano y los trabajos de Iván Kotlyarevski y Hrihori Kvitka-Osnovyánenko; también leyó a diversos poetas románticos. En 1840, publicó a su primera colección de poesía, Kobzar (El bardo), que estaba escribiendo desde su época de servidumbre, a expensas de un terrateniente ucraniano, Petro Marios, de quien estaba pintando un retrato. Era una colección poética transida de dolor por el sufrimiento del pueblo ucraniano y la decadencia del país y resultó una auténtica novedad, además, por estar escrito en lengua ucraniana, solo hablada por siervos (mujiks) y considerada socialmente un bajo dialecto del ruso. Contenía ocho poemas largos: «Mis pensamientos» («Думи мої»); «El juglar» («Перебендя»), dedicado a Hrebinka; «Katerina», probablemente el primero que compuso, en 1838; «El chopo» («Тополя»); «El pensamiento» («Думка»); «A Osnovyánenko» («До Основ'яненка»), dedicado al poeta ucraniano; «Iván Pidkova» («Іван Підкова»), un hetman ucraniano; y «La noche de Tarás» («Тарасова ніч»). Después publicó el poema épico-histórico «Haidamaki» («Гайдамаки», 1841), sobre el movimiento campesino ucraniano (Jaidamaka) de rebeldes cosacos ucranianos contra los señores polacos en 1768. En ese mismo año ganó su tercera medalla de plata por La gitana leyendo la suerte (Tsiganka Borozhity). En 1842, publicó una parte de la tragedia Nikita Haidái y en 1843 completó el drama Nazar Stodolya. En 1844 escribió «Hamaliya» («Гамалія»), sobre un atamán o líder cosaco. Tras el éxito de esas obras, Shevchenko viajó por Ucrania y comprobó las duras condiciones en las que vivían sus compatriotas; dibujó además el álbum Ucrania pintoresca.
El 22 de marzo de 1845, la Academia de Artes le otorgó el título de artista y en ese mismo día pidió a la dirección de la Academia un pasaporte para viajar de nuevo por Ucrania. Se lo concedieron y pasó el verano de 1845 recorriendo el país en todas direcciones, visitando y pintando sus monumentos famosos. No tardó en ofrecérsele un puesto en la Comisión Arqueológica donde pudo aprovechar sus conocimientos pictóricos. Y durante aquellos viajes escribió algunos de sus poemas más satíricos y subversivos: «Sueño», «La gran mazmorra»,  «Cáucaso» y otros que transcribió en la colección Tri lita (Tres años), que por motivos obvios no fue publicada.
Finalmente se estableció en Kiev, donde se unió a un grupo de jóvenes científicos entre los que estaban Mykola Kostomáriv y Panteleimón Kulish. Con ellos y otros entusiastas constituyó la Hermandad de los Santos Cirilo y Metodio, una sociedad secreta política que abogaba por amplias reformas en el seno del Imperio ruso. Shevchenko y otros miembros de la Hermandad fueron detenidos el 5 de abril de 1847, tras la prohibición de la sociedad; fue remitido a San Petersburgo y luego de encontrar la policía, en un allanamiento, su poema «El sueño», en el cual criticaba al gobierno zarista, fue enviado al exilio cerca de Oremburgo, en los montes Urales, «bajo estricta vigilancia, con prohibición de escribir y pintar».
En marzo de 1847, a raíz de una denuncia, los socios de la hermandad comenzaron a ser detenidos. A Shevchenko lo detuvieron el 5 de abril y lo transfirieron a San Petersburgo, donde lo encarcelaron en una fortaleza. Durante los interrogatorios el poeta demostró una gran fortaleza y autodominio: no renunció a sus opiniones ni denunció los otros compañeros de la hermandad. Y en los dos meses que pasó recluido allí continuó escribiendo poesía, que luego formaría parte del ciclo «A las casamatas» («В казематі»). Dentro de los muros de la prisión, mientras esperaba sentencia, escribió una pieza lírica excepcional, el poema «El huerto de los cerezos al lado de casa...» ( «Садок вишневий коло хати...»). Su amor infinito hacia Ucrania, lo expresa en el poema «Me da igual si he de vivir...» («Мені однаково, чи буду...»).
Más tarde fue arrestado de nuevo por participar en movimientos revolucionarios y como castigo fue reclutado en el ejército y enviado a Orenburg y después a Kazajistán como soldado raso, donde le fue prohibido escribir y pintar, aunque lo hizo a escondidas. La mayor parte de lo que escribió entonces fue novelas en lengua rusa plagada de ucranismos que solo se publicaron póstumas y reflejan el influjo satírico de Nikolái Gógol, aunque también contienen mucha de su idiosincrasia particular. Las primeras fueron La criada (1852-3) y El convicto (1853-4), siempre con la temática de rebeldía contra la servidumbre que caracteriza sus poemas ucranianos. La princesa (1853) es similar en el tema a su poema Kniazhná. Las restantes seis novelas —El músico (1854-5), El desgraciado (1855), La capitana (1855), Los gemelos (1855); El artista (1856) y Un paseo con placer y no sin moral (1856-8)— no son temáticamente similares a sus poemas. También redactó un Diario en ruso, de gran valor para interpretar sus obras poéticas y también como fuente para el estudio de sus intereses intelectuales. Tras diez años de exilio, sus amigos consiguieron que se le indultase y finalmente pudo volver a Ucrania y en San Petersburgo. Escribió, sin embargo, su famoso Testamento en 1848 y poco a poco consiguió condiciones para realizar algunas pinturas, como Niña kazaja (1856). Solo pudo regresar en 1857, pero al no poder residir en San Petersburgo, se estableció en Nizhni Nóvgorod. En mayo de 1859, obtuvo permiso para ir a Ucrania, pero fue arrestado por blasfemia en julio y se le ordenó regresar a San Petersburgo.
Tarás Sevchenko pasó los últimos años de su vida escribiendo poesía y pintando, pero tras los años de exilio, su salud se deterioró y murió el 10 de marzo de 1861.
Las primeras traducciones de sus poemas, principalmente al polaco, ruso, checo y alemán, aparecieron mientras todavía estaba vivo. Por la década de 1990 partes de su Kobzar habían sido traducidas a más de un centenar de idiomas. Su obra legitimó el idioma ucraniano como lengua de cultura y la cantaba y canta el pueblo ucraniano, impulsando a más escritores a escribir en la lengua ucraniana, hasta entonces considerada por muchos como un dialecto del ruso. Varios músicos se inspiraron en su obra: el compositor austriaco Eusebius Mandyczewski se inspiró en sus textos para componer canciones y el grupo de heavy metal Drudkh ha musicalizado varios de sus textos.

## Obra literaria
Seleccionar poemas
- Кобзар / "Kobzar"
  - 1838 : Катерина / "Kateryna"
  - 1841 : Гайдамаки, "Los rebeldes"
  - 1844 : Гамалія / "Hamaliia"

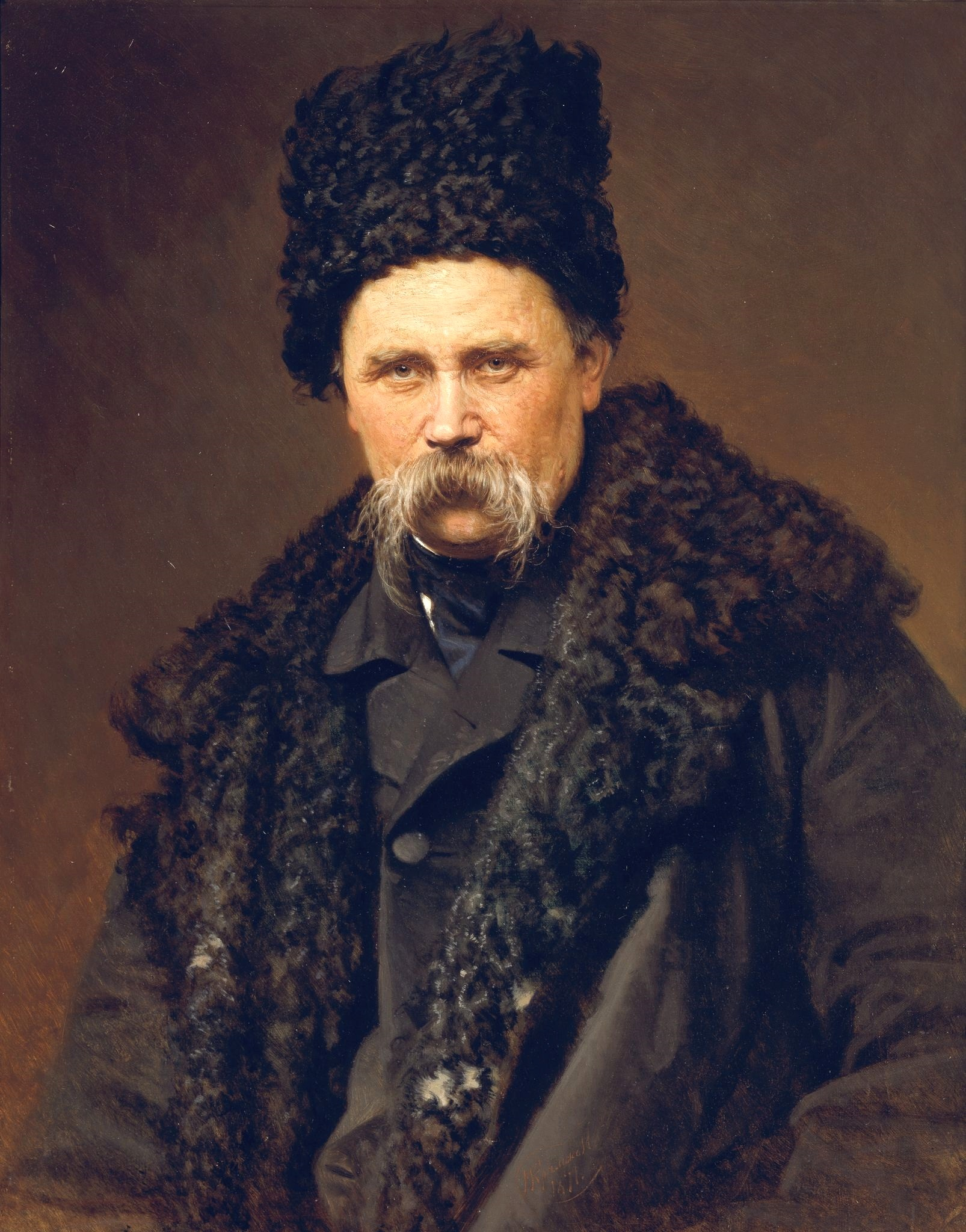
Shevchenko retratado por Iván Kramskói tras su retorno del exilio.

  - 1844 : Сон; Наймичка / Sueño; La criada
  - 1845 : Три літа (1843—1845) / "Tres años: 1843-1845": Кавказ (Cáucaso); Холодний Яр ("Barranco frío"); Іван Гус (Єретик) (o "Juan Hus, hereje", sobre el héroe nacional checo Jan Hus); Великий льох (Містерія) ("La gran mazmorra (misterio)"); Заповіт (Testamento) etc.
  - 1848 : Царі / "Los reyes"
  - 1857 : Неофіти / "Los neófitos"

Prosa
- 1842 : Микита Гайдай ("Mykyta Hayday"), tragedia.
- 1843 : Назар Стодоля ("Nazar Stodolya"), drama.
- 1852-1853 : Наймичка ("La criada"), novela.
- 1853-1854 : Варнак ("El convicto"), novela.
- 1853 : Княгиня ("La princesa"), novela.
- 1854-1855 : Музикант ("El músico"), novela.
- 1855 : Нещасний ("El desgraciado"). Капитанша ("La capitana"). Близнеци ("Los gemelos"), novelas.
- 1856 : Художник ("El artista"), novela.
- 1856-1858 : Прогулка с удовольствием и не без морали ("Un paseo con placer y no sin moral"), novela.

### Testamento (poema)
Testamento es un poema escrito el 25 de diciembre de 1845. El autor le dio la forma de su testamento. Este poema es el canto de la lucha liberadora del pueblo ucraniano, que tuvo (y sigue teniendo) una gran influencia en la cultura ucraniana. Fue traducido a más de 150 idiomas.
| Testamento Cuando muera, enterradme en una tumba alta, en medio de la estepa de mi adorada Ucrania. ¡Así yo podré ver los campos anchurosos, el Dniéper, sus represas agitadas, y podré oír también cómo braman sus aguas! Y cuando el río arrastre atravesando Ucrania hasta la mar azul tanta sangre adversaria, entonces dejaré los campos y los montes y volaré hacia Dios a alzarle mi plegaria, pero hasta que ello llegue de Dios no sabré nada ... ¡A mí, enterradme, más de pie vosotros, las cadenas que os atan quebrantad, y con la impura sangre derramada la Libertad sagrada salpicad! ¡Y ya en familia inmensa, familia libre y nueva, no olvidéis recordarme con una palabra buena! Versión de Ángel J. Battistessa |

## Obra artística

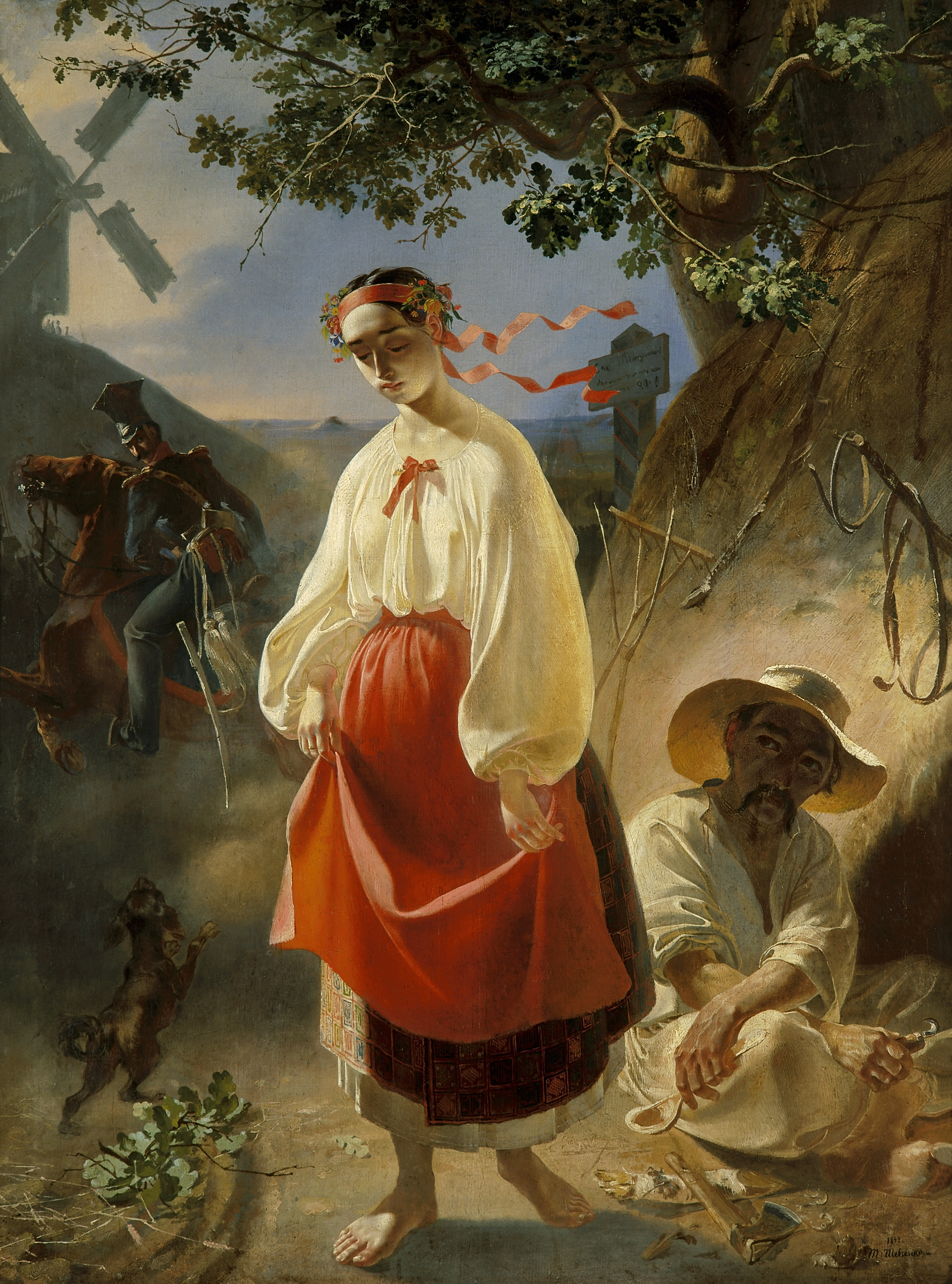
Katerina, ilustración para el poema homónimo (1838).

835 obras han perdurado hasta hoy en su forma original y una parte en xilografías y grabados en metal por artistas extranjeros y rusos, mientras que otros trabajos subsisten en forma de copias realizadas por pintores mientras aún vivía Shevchenko. No hay datos sobre más de 270 obras que se perdieron y aún no se han encontrado. Sus obras pintadas y grabadas datan desde 1830 hasta 1861, y se relacionan territorialmente con Ucrania, Rusia y Kazajistán. aunque se formó dentro del academicismo, fue más allá de temas históricos y mitológicos estereotipados con representaciones realistas sobre temas etnográficos o pintura de género que veladamente encubren críticas al zarismo.
Cultivó el retrato (en un amplio espectro social que no excluye a las personas más humildes), las composiciones de tema histórico y doméstico, el paisaje y las representaciones de escenarios arquitectónicos y mitológicos. Las técnicas que emplea fueron pintura al óleo sobre lienzo, acuarela, sepia, tinta, aguafuerte y grabado. Una parte importante del patrimonio artístico de Shevchenko se compone de pinturas terminadas, pero también existen esbozos que no son menos valiosos para la comprensión de los métodos de Shevchenko y su trayectoria artística. De todos solo una pequeña parte está firmada o cuenta con alguna inscripción del autor, y una parte aún más pequeña está fechada.

## Memorial de Shevchenko
El primer monumento a Tarás Shevchenko fue erigido por iniciativa y a expensas de Alekséi Alchevski en Járkov en 1898, pero la posterior inmortalización masiva de la memoria del kobzar comenzó después de la Revolución de Octubre en relación con la adopción del plan de propaganda monumental y el comienzo de la política de radicalización.  
Fuera de la Unión Soviética, los monumentos de Shevchenko fueron erigidos por iniciativa y a expensas de la diáspora ucraniana, y después de 1991, así como regalos del Estado ucraniano. Cuando se celebró el bicentenario de Tarás Shevchenko, los periodistas registraron 1060 monumentos de Shevchenko y objetos nombrados en su honor. Están en treinta y dos países de diferentes continentes. Destaca la denominación de las ciudades kazajas de Fort-Shevchenko y Aktau durante la época soviética. Un ejemplo es el Monumento a Tarás Shevchenko inaugurado en Buenos Aires en 1971, donado por la comunidad ucraniana de ese país con motivo de haberse cumplido, dos años antes, los setenta y cinco años de la llegada del primer contingente de Ucrania. Fue realizado por Leo Mol, escultor canadiense de origen ucraniano, y el relieve, de dos faces, en granito por el argentino Orio Dal Porto.
La más famosa de las películas biográficas es la de 1951 con Serguéi Bondarchuk en el papel principal. Hay una docena de Museos Conmemorativos de Shevchenko en los estados postsoviéticos, el más grande de los cuales es el Parque nacional de Shevchenko en Kániv, Ucrania.   
La casa en la que vivió Tarás Shevchenko durante su exilio en Orenburgo fue demolida hacia 2016, a pesar de su condición de monumento histórico, y en su lugar se dispuso un aparcamiento para coches.

## Traducciones al español
Las obras de Tarás Shevchenko no están ampliamente traducidas al español.
- Tarás Shevchenko. Obras escogidas: poesía y prosa. Con reproducciones de cuadros de T. Shevchenko. Traducciones del ucraniano: César M. Arconada, José Santacreu,[10] María Cánovas et al. Moscú: Ed. Progreso, 1964
- Tarás Shevchenko. Poesías escogidas. Selección de Volodímir Jaritónov, prólogo de Vasil Shubravski. Traducciones del ucraniano. Kiev: Ed. Dnipró, 1986, 191 p.
- Tarás Shevchenko. Kobzar: poesías escogidas / Тарас Шевченко. Кобзар: вибрані вірші. Traducciones del ucraniano de Leónidas Holocwan. Kiev: VD «Vsesvit», 2003. 240 p. ISBN 978-966-9596-85-7
- Tarás Shevchenko, la voz de la Ucrania libre. José Andrés Alvaro Ocáriz. Desiréediciones, 2019.